# Jimmy Payne
Jimmy Payne (10 de marzo de 1926 – 23 de enero de 2013) fue un futbolista profesional inglés y uno de los jugadores que jugó en los dos equipos rivales de la ciudad de Liverpool: Liverpool Football Club y Everton Football Club.

## Biografía
Nacido en Bootle, Liverpool, Merseyside, Inglaterra, Payne fue un fan del Everton, pero fue con los rivales locales, el Liverpool, con el que firmó su primer contrato profesional a los 18 años en 1944, y fue donde permaneció gran parte de su carrera. Desde su debut en 1948 hasta su retiro en 1956 hizo un total de 244 apariciones como extremo derecho.
El debut de Payne se retrasó hasta el 11 de septiembre de 1948 cuando a los 22 años jugó como entremo en Anfield contra el Bolton quien volvió a Burnden Park con dos puntos tras su victoria de 1-0. Su primer gol vino un mes después otra vez, en un partido de liga en Anfield, esta vez contra el Chelsea donde los visitantes volvieron a Stamford Bridge tras un resultado de 1-1, que a tres minutos de finalizar el partido y con los dos puntos de la victoria ganados, Payne marcó para salvar un punto para el Liverpool.
Jimmy apareció en los 6 partidos que jugó el Liverpool en la FA Cup durante 1950 en Wembley, incluyendo una semifinal que terminó 2-0 ganando el Liverpool el derbi de Merseyside contra el Everton en Maine Road, Manchester. Payne jugó el séptimo partido, la final, el 29 de abril contra el Arsenal.
Payne, probablemente habría mejorado su cuenta goleadora si no fuera por las lesiones que tuvo en sus últimos años. En abril de 1956 Payne se fue al equipo que quería desde pequeño, el Everton, por un coste de 50000 £, pero tras 6 partidos jugados tuvo una grave lesión que le apartó del campo hasta su trigésimo cumpleaños. Al final decidió que tenía que retirarse.
Payne, aunque nunca fue seleccionado para jugar con la selección de fútbol de Inglaterra, jugó para su país en las categorías inferiores.
Falleció el 23 de enero de 2013 a la edad de 86 años.

## Estadísticas
- Liverpool F.C. (1944–1956) - 243 apariciones, 43 goles - finalista de la FA Cup (1950)
- Everton F.C (1956) - 6 apariciones

## Clubes
| Club         | País       | Año         |
| ------------ | ---------- | ----------- |
| Liverpool B  | Inglaterra | 1944 - 1948 |
| Liverpool FC | Inglaterra | 1948 - 1956 |
| Everton      | Inglaterra | 1956        |